# Seznam ornitologických časopisů
Seznam ornitologických časopisů uvádí jak časopisy vědecké, tj. s primárními články, tak různé zpravodaje a popularizační časopisy.

## České ornitologické časopisy
- Acrocephalus, zpravodaj Slezské ornitologické společnosti, pobočky České společnosti ornitologické v Ostravě – pojmenováno podle vědeckého jména rákosníka
- Aythya, zpravodaj zaměřený na monitorovací projekty vodních a mokřadních druhů ptáků – pojmenováno podle vědeckého jména poláka
- Buteo, zprávy Skupiny pro ochranu a výzkum dravců a sov při České společnosti ornitologické (SOVDS) – pojmenováno podle vědeckého jména káněte
- Cinclus, časopis Pobočky ČSO na Vysočině (navazuje na stejnojmenný zpravodaj Ornitologické sekce při Správě chráněné krajinné oblasti Žďárské vrchy) – pojmenováno podle vědeckého jména skorce
- Crex, zpravodaj Jihomoravské pobočky ČSO – pojmenováno podle vědeckého jména chřástala
- Panurus, sborník Východočeské pobočky ČSO – pojmenováno podle vědeckého jména sýkořice
- Prunella, zpravodaj Oblastní ornitologické sekce při Správě Krkonošského národního parku – pojmenováno podle vědeckého jména pěvušky
- Sluka, regionální sborník Holýšovského ornitologického klubu – pojmenováno podle sluky
- Sylvia, časopis České společnosti ornitologické – pojmenováno podle vědeckého jména pěnice
- Spolkové zprávy ČSO
- Zprávy Moravského ornitologického spolku

### České ornitologické zpravodaje a popularizační časopisy
- Columba, zpravodaj Západočeské pobočky ČSO – pojmenováno podle vědeckého jména holuba
- Kominíček, zpravodaj Severočeské pobočky ČSO
- Moudivláček, zpravodaj Moravského ornitologického spolku – středomoravské pobočky ČSO
- Ptačí svět, popularizační časopis ČSO[1]
- Vanellus, zpravodaj Skupiny pro výzkum a ochranu bahňáků (SVOB) – pojmenováno podle vědeckého jména čejky
- Zpravodaj Východočeské pobočky ČSO
- AVIFAUNA, popularizační online magazín

## Zahraniční časopisy
- Acta Ornithologica
- Alauda
- Ardea
- Ardeola
- Bird Behavior
- Bird Conservation International
- Bird Study, časopis British Trust for Ornithology[2]
- British Birds
- Collonial Waterbirds
- Condor
- Ibis
- Journal of Avian Biology
- Journal of Field Ornithology
- Journal of Ornithology
- Ornis Fennica
- Ornithologische Mitteilungen
- The Auk, časopis Americké ornitologické společnosti – pojmenováno podle anglického jména alek
- Tichodroma, časopis Slovenské ornitologické spoločnosti – pojmenováno podle vědeckého jména zedníčka
- Wilson Bulletin